# Alphitonia neocaledonica
Espèce
Classification phylogénétique
Alphitonia neocaledonica est une espèce de plantes à fleurs du genre Alphitonia et de la famille des Rhamnaceae.

## Description
Alphitonia neocaledonica est généralement un arbuste ou un arbre mince et élancé de 1 à 3 mètres de hauteur en forêt dense humide.
Les feuilles alternes mesurent environ 10 centimètres de long (elles peuvent en atteindre 20). Le pétiole mesure environ de 1 à 3 cm. Le dessus des feuilles est vert foncé brillant, le revers est blanc ou roux, pubescent. Les rameaux sont veloutés, gris plomb, en zigzag. Les pousses de jeunesse sont fauves.
Les fleurs poussent en petites grappes fauves à l'aisselle des feuilles terminales. Les cinq pétales sont disposées en étoile, charnues, chacune de 4 millimètres de diamètre, veloutées à l'extérieur, lisses, blanc verdâtre à l'intérieur.
L'infrutescence est en panicules. Les fruits renferment, à la manière des cerises de café, deux graines grossièrement hémisphériques assez grosses (1 à 1,5 cm de diamètre). Le fruit est noir à maturité.
La floraison a lieu de décembre à mai, une maturation des fruits entre septembre et mars et la fructification de novembre à février. Les graines sont ovales aplaties d’environ 0,5 à 0,6 mm de long sur 0,2 à 0,3 mm de large pour 1,5 mm d’épaisseur avec une extrémité plus rectiligne. D’un aspect lisse et luisant noir, elles sont recouvertes d'un arille de couleur rouge qui s’effrite facilement à la main.

## Répartition
Alphitonia neocaledonica est endémique de la Nouvelle-Calédonie.  Elle abonde dans les forêts mésophylles des vallées de l'extrême sud de l'île, dans la région de la plaine des lacs. 
Elle est présente dans les forêts denses humides, forêt sèche ou forêt sclérophylle, essentiellement dans les maquis miniers,.
Elle est assez répandue sur tous les terrains peu élevés.
Il s'agit d'une espèce pionnière sur sol décapé. On la rencontre majoritairement sur un sol ferrallitique ou sédimentaire bien alimenté en eau mais aussi sur un sol brun hypermagnésien, principalement sur la serpentine.

## Utilisation
Alphitonia neocaledonica sert en menuiserie et en ébénisterie.
Le fruit d'Alphitonia neocaledonica contient des flavonoïdes et des triterpénoïdes qui peuvent être utiles en tant qu'ingrédient cosmétique pour ses activités anti-oxydantes et anti-tyrosinase.